# ハルシャ
ハルシャ（アラビア語: حرشة、ラテン文字：Harcha）は、セモリナ粉でできたフラットブレッドの一種である。モロッコの中央アトラス発祥で、アルジェリアでも食される。

## 作り方
セモリナ粉、バター、牛乳（もしくは水）、塩、ベーキングパウダーを混ぜて生地を作る。ここに砂糖を入れる場合もある。生地をボール状にして鉄板かフライパンにのせ、1センチほどの厚さになるように平らに伸ばしながら焼く。
セモリナ粉を使うことで、コーンブレッドに近い食感になる。モロッコのリーフ地方では、バターミルクあるいはヨーグルトを水で薄めたものを牛乳の代わりに使う。
ハルシャやムスンメンを売る小さな専門店では、40センチほどの巨大なものも売られている。

## 食べ方
蜂蜜やバターを塗って食べるのが一般的である。朝食やおやつとして、ミントティーとともに食べる。ラマダン期間中に食べるパンのひとつでもある。チーズや肉のコンフィを挟んでサンドイッチのようにして食べることもある。崩して、煮込み料理に使うこともできる。

## 他の種類
呼び名はモロッコとアルジェリアで異なる場合がある。農学者のマイク・シソンズ（Mike Sissons）は、ハルシャの一種として「ムベセス（Mbesses）」を挙げている 。ただし、ムベセスはアルジェリアの甘いケーキを指す場合もあるため、「ホブズ・ムベセス（Khobz Mbesses）」とも呼ばれる。ハルシャと材料は似ているが、同一ではない。
19世紀後半、アルジェリアのパン職人らが「アル・ホブズ・アル・ハルシャ」と呼ばれる種類のパンを作ったが、これはオーブンに入れる前にセモリナ粉をまぶして作るものである。ハルシャとは明確に異なるものであり、混同してはならない。
アルジェの内陸部では一般的にharchâyaと呼ばれ、アルジェリアの他の地域ではragdaという名称が使われる。